# Jan Cornet
Jan Cornet Galí (Tarrasa, 24 de febrero de 1982) es un actor español de cine y televisión, especialmente conocido por sus papeles como Jaime Acosta en la serie de Telecinco Motivos personales y el de Vicente en La piel que habito, película de Pedro Almodóvar por la que fue galardonado como mejor actor revelación en los Premios Goya 2012.

## Trayectoria
Comenzó figurando en diversos anuncios de publicidad a la edad de 17 años. Cursó sus estudios de interpretación en la escuela de teatro de Barcelona y tras realizar el casting para la película La noche del hermano (2005) se trasladó a Madrid. Finalmente fue seleccionado para protagonizar dicha película (sería su primer papel relevante en el cine). Ese mismo año participó en televisión dando vida a "Jaime Acosta" en la serie Motivos personales emitida en Telecinco. Más tarde participaría en otra serie de televisión, Hay alguien ahí de Cuatro, y en dos películas sobre el Opus Dei, Camino y Encontrarás dragones. Después ha participado en varios proyectos entre los que destaca La piel que habito del director manchego Pedro Almodóvar, estrenada en 2011, en la que realiza el papel de "Vicente". Ganador, por este papel, del Goya 2012 al mejor actor revelación.
En 2012-2013 intervino en la serie de Antena 3, El barco.
Para teatro cabe mencionar su actuación en el montaje de la obra Escuadra hacia la muerte de Alfonso Sastre, dirigida por Paco Azorín y representada en el Teatro María Guerrero de Madrid en 2016.

## Filmografía

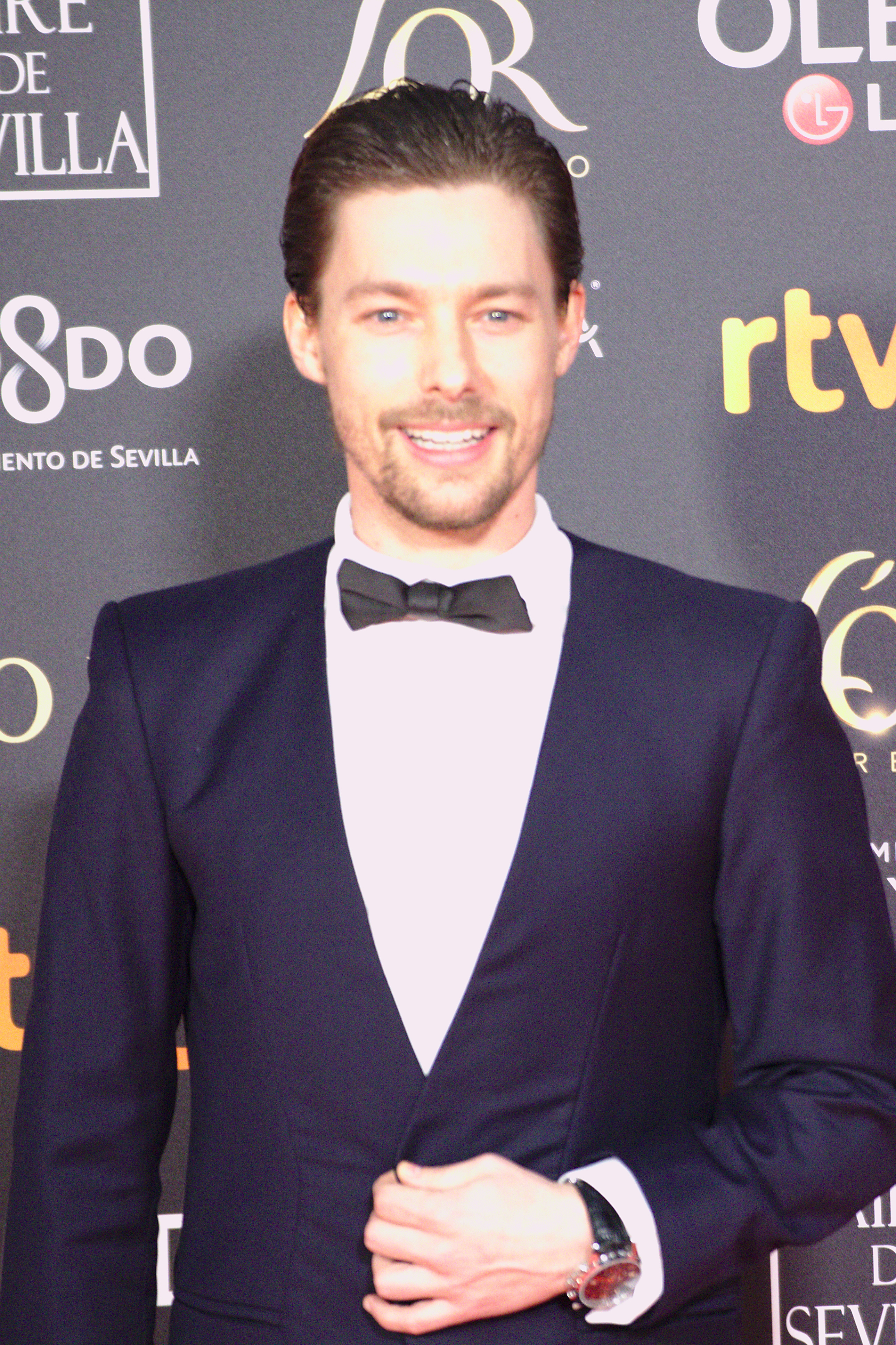
Cornet en los Premios Goya 2019

| Año  | Título                                    | Papel             | Director                  |
| ---- | ----------------------------------------- | ----------------- | ------------------------- |
| 2019 | Rocambola                                 | Dante             | Juanra Fernández          |
| 2018 | El desentierro                            | Diego             | Nacho Ruipérez            |
| 2016 | Recuperando a mi ex                       | José Manuel       | Gabriel Guzmán Sánchez    |
| 2014 | Perdona si te llamo amor                  | Marcelo           | Joaquín Llamas            |
| 2014 | Por un puñado de besos                    | Darío             | David Menkes              |
| 2013 | Barcelona, noche de verano                | Héctor            | Dani de la Orden          |
| 2012 | Luces rojas                               | David Matheson    | Rodrigo Cortés            |
| 2012 | Buscando a Eimish                         | Roberto           | Ana Rodríguez Rosell      |
| 2012 | La piel que habito                        | Vicente           | Pedro Almodóvar           |
| 2011 | Encontrarás dragones                      | Ortiz             | Roland Joffé              |
| 2010 | El horror de la dama del lago             | Joven de la aldea | Diego Vázquez             |
| 2009 | Crónica de una lágrima                    | Mario             | Cortometraje              |
| 2008 | No me pidas que te bese, porque te besaré | Pol               | Albert Espinosa           |
| 2005 | Camino                                    | Ángel Custodio    | Javier Fesser             |
| 2005 | La noche del hermano                      | Jaime             | Santiago García de Leániz |

| Año       | Título             | Papel                     | Notas                |
| --------- | ------------------ | ------------------------- | -------------------- |
| 2021      | Cuéntame cómo pasó | Santi Alcantara           | Temporada 21         |
| 2019      | Estoy vivo         | Subinspector Adrián Villa | Papel principal (T3) |
| 2012-2013 | El barco           | Max Delgado               | Papel principal (T3) |
| 2011      | Ángel o Demonio    | Ernesto Canales           | Episodio 21          |
| 2009      | Hay alguien ahí    | Fausto Ladera             | serie de TV          |
| 2005      | Motivos personales | Jaime Acosta Pedraza      | serie de TV          |

## Premios y candidaturas
Premios Goya
| Año  | Categoría              | Película           | Resultado |
| ---- | ---------------------- | ------------------ | --------- |
| 2011 | Mejor actor revelación | La piel que habito | Ganador   |

Unión de Actores
| Año  | Categoría              | Película           | Resultado |
| ---- | ---------------------- | ------------------ | --------- |
| 2011 | Mejor actor revelación | La piel que habito | Ganador   |